# Saint-Gervais (Quebec)
Saint-Gervais es un municipio canadiense situado en la provincia de Quebec.

## Superficie
Saint-Gervais tiene una superficie de 89,33 km².

## Demografía
En 2021, tenía 2138 habitantes, una densidad poblacional de 23,9 hab./km², y 896 viviendas.